# 황성기독교청년회학관 육상단
황성기독교청년회학관 육상단(皇城基督敎靑年會學館陸上團)은 일제강점기 조선 경기도 경성부에 있었던 육상 선수단이다. 황성기독교청년회학관이 운영했던 U-18 육상단이며, 1923년 이전에 창단되었고 1925년 이후에 해단되었다.

## 시즌별 성적
| 시즌 | 대회                       | 종목            | 선수      | 기록   | 순위   | 비고 |
| ---- | -------------------------- | --------------- | --------- | ------ | ------ | ---- |
| 1923 | 전조선중등학교육상경기대회 | 종합 순위       | 종합 순위 | 불명   | 불명   |      |
| 1924 | 전국체육대회 육상 청년부   | 남자 100m       | 신태욱    | 불명   | 불명   |      |
| 1924 | 전국체육대회 육상 청년부   | 남자 200m       | 신태욱    | 불명   | 불명   |      |
| 1924 | 전국체육대회 육상 청년부   | 남자 400m       | 서호시    | 불명   | 불명   |      |
| 1924 | 전국체육대회 육상 청년부   | 남자 800m       | 김동근    | 불명   | 불명   |      |
| 1924 | 전국체육대회 육상 청년부   | 남자 800m       | 이규홍    | 2:25.6 | 우승   |      |
| 1924 | 전국체육대회 육상 청년부   | 남자 1500m      | 이혜택    | 불명   | 불명   |      |
| 1924 | 전국체육대회 육상 청년부   | 남자 200m 허들  | 김동근    | 불명   | 불명   |      |
| 1924 | 전국체육대회 육상 청년부   | 남자 포환던지기 | 이혜택    | 불명   | 불명   |      |
| 1924 | 전국체육대회 육상 청년부   | 남자 창던지기   | 이혜택    | 불명   | 3위    |      |
| 1924 | 전조선중등학교육상경기대회 | 남자 400m       | 김동근    | 불명   | 불명   |      |
| 1924 | 전조선중등학교육상경기대회 | 남자 400m       | 차영준    | 불명   | 불명   |      |
| 1924 | 전조선중등학교육상경기대회 | 남자 800m       | 이규홍    | 불명   | 불명   |      |
| 1924 | 전조선중등학교육상경기대회 | 남자 포환던지기 | 이혜택    | 불명   | 불명   |      |
| 1924 | 전조선중등학교육상경기대회 | 종합 순위       | 종합 순위 | 0점    | 6위    |      |
| 1925 | 전조선중등학교육상경기대회 | 남자 포환던지기 | 이혜택    | 10.09  | 우승   |      |
| 1925 | 전조선중등학교육상경기대회 | 남자 원반던지기 | 이혜택    | 25.61  | 준우승 |      |
| 1925 | 전조선중등학교육상경기대회 | 남자 창던지기   | 이혜택    | 45.08  | 우승   |      |
| 1925 | 전조선중등학교육상경기대회 | 종합 순위       | 종합 순위 | 8점    | 5점    |      |

## 참고 문헌
- “스포츠지원포털 등록 현황”. 대한체육회.
- “대한체육회 국내종합경기대회”. 대한체육회.
- 《대한체육회 50년》. 대한체육회. 1970. 2020년 11월 8일에 원본 문서에서 보존된 문서. 2022년 11월 5일에 확인함.
- 《대한체육회 70년사》. 대한체육회. 1990. 2020년 11월 8일에 원본 문서에서 보존된 문서. 2022년 11월 5일에 확인함.
- 《대한체육회 90년사》. 대한체육회. 2011. 2020년 11월 8일에 원본 문서에서 보존된 문서. 2022년 11월 5일에 확인함.
- 대한체육회 100주년 기념사업부 (2020). 《대한민국 체육 100년》. 대한체육회.

## 같이 보기
- 황성기독교청년회학관 야구단
- 경성영창학교 축구단